# Potez 43
Il Potez 43 fu un aereo da addestramento monomotore monoplano ad ala alta a parasole sviluppato dall'azienda aeronautica francese Avions Henry Potez nella prima metà degli anni trenta del XX secolo e prodotto in grande serie.

## Storia del progetto

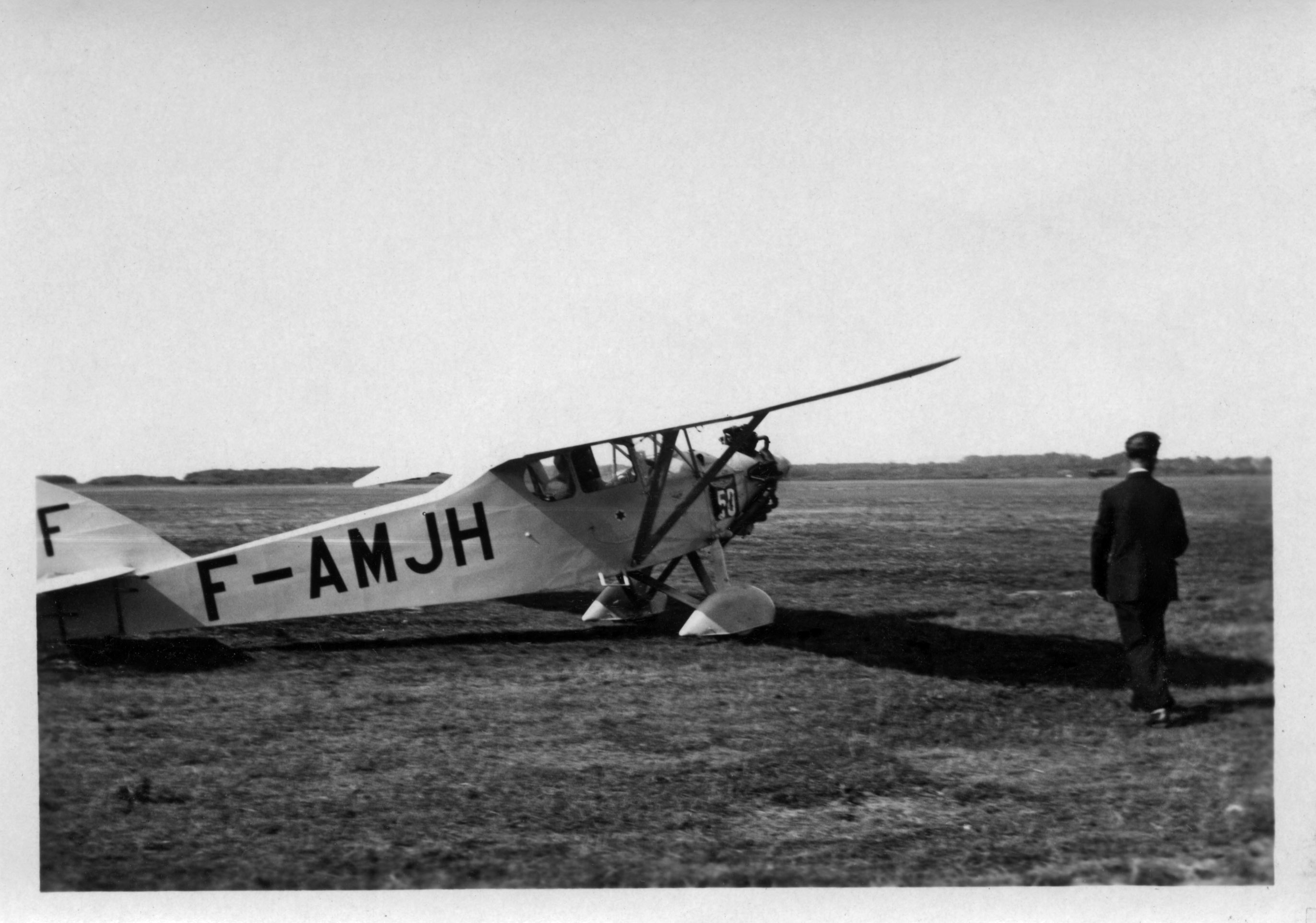
Stella Baptême de l'air 1935.

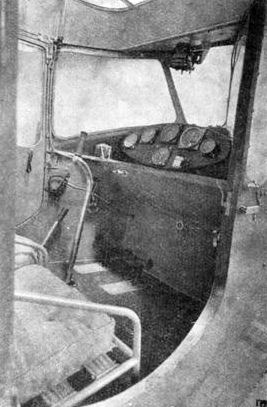
Il posto di pilotaggio di un Potez 43.

Basandosi sul successo del Potez 36, nel 1934 la compagnia Potez progettò un velivolo da addestramento dotato di aerodinamica migliorata, il Potez 43.
Questo modello era molto simile al suo predecessore, il Potez 36, conservando la formula dell'aereo monoplano ad ala alta e carrello di atterraggio fisso. L'aerodinamica dell'aereo era stata curata nei minimi dettagli, con un guadagno di velocità pari a 25 km/h rispetto al modello precedente. La cabina di pilotaggio poteva ospitare tre persone, e la visibilità verso il posteriore era stata aumentata di molto. L'impennaggio di coda era stato ridisegnato, con le ruote del carrello di atterraggio che potevano essere dotate di carenatura.

## Impiego operativo
Azionato da un motore radiale Potez 6Ac erogante la potenza di 105 hp, il prototipo effettuò il suo primo volo nel giugno 1932, cui seguì, poche settimane dopo, il primo aereo di una serie di 25 Potez 430.
Per la promozione del velivolo, due esemplari, F-AMBM e F-AMBN, saranno schierati il 12 agosto 1932, all'inizio della competizione internazionale di turismo aeronautico organizzata dalla Germania. Il 28 agosto, solo 24 dei 43 velivoli partecipanti raggiunsero il traguardo di Berlino, tra cui Pierre Duroyon, uno dei due piloti di Potez, che si classificò al 22º posto. Il secondo pilota, Georges Détré, sarà squalificato per velocità di crociera troppo bassa. 
Nel 1933 volò il primo di 60 Potez 431, dotato di motore radiale Potez 6Ac da 105 hp, e il 21 aprile dello stesso anno il primo di tre Potez 432 equipaggiati con propulsore in linea Renault 4Pei da 100 hp.  Il 2 novembre successivo andò in volo per la prima volta il primo di 9 esemplari di Potez 434 dotato di motore De Havilland Gipsy Major da 105 hp.
Il 23 giugno 1933 era decollato per la prima volta il primo di 11 Potez 435 dotato di motore Renault 4P da 120 CV, e il 17 luglio 1934 il primo di 9 Potez 437 dotato di motore Renault 4P da 120 CV.
Il 10 settembre 1933 i piloti francesi Maurice Samat e Paul Louis Lemerle decollarono per la prima volta dal campo d'aviazione dell'isola di Mauritius sul Potez 43 "Monique" (F-AMGP).
Al modello Potez 43 si interessò anche l'Armée de l'air che ordinò 40 esemplari della versione Potez 438 destinata all'addestramento basico e al collegamento. Questa versione disponeva di apparato radio e ruotino di coda, ed entrò in servizio nelle scuole di volo e nei reparti di prima linea destinati al collegamento. 
Dopo lo scoppio della seconda guerra mondiale, nel settembre 1939, molti dei Potez 43 civili furono requisiti dalle autorità militari e assegnati alle scuole o ai reparti da collegamento.
Delle 161 macchine prodotte,  poche sopravvissero agli eventi bellici, ma alcuni esemplari restaurati volano ancora oggi per il piacere degli appassionati di aviazione.

## Versioni
Potez 430
prima versione equipaggiata con motore radiale Potez 6Ас da 105 hp (75 kW). Venticinque costruiti. Le caratteristiche tecniche erano: apertura alare 11,30 m, lunghezza 7,445 m, superficie alare 19 m², peso a vuoto 470 kg, carico utile 330 kg, peso massimo al decollo 800 kg, carico alare 42,6 kg/m², rapporto peso potenza 8 kg/CV, velocità massima 165 km/h, velocità d'atterraggio 60 km/h, salita a 1.000 m in 8 minuti, raggio d'azione 800 km, tangenza 5.000 m.
Potez 431
seconda versione di serie con motore radiale Potez 6Ас, 60 costruiti.
Potez 432
terza versione di serie dotata di motore in linea a cilindri invertiti, raffreddati ad aria, Renault 4Pei da 100 hp (75 kW), 3 esemplari (primo volo 21 aprile 1933).
Potez 434
quarta versione di serie dotata di motore in linea a cilindri invertiti, raffreddati ad aria, de Havilland Gipsy Major I da 120 hp (89 kW), 9 costruiti (primo volo il 2 novembre 1933).
Potez 435
quinta versione di serie dotata di motore Renault 4Pdi da 120 hp (89 kW), 11 costruiti (primo volo il 23 giugno 1933).
Potez 437
sesta versione di serie, leggermente modificata, dotata di motore Renault 4Pdi da 120 hp (89 kW), 9 esemplari (primo volo il 17 luglio 1934).
Potez 438
versione da addestramento militare del 1934, dotata di motore Renault 4Pdi da 120 hp (89 kW) e ruotino di coda 40 esemplari (secondo altre forti 33).

## Voci correlate

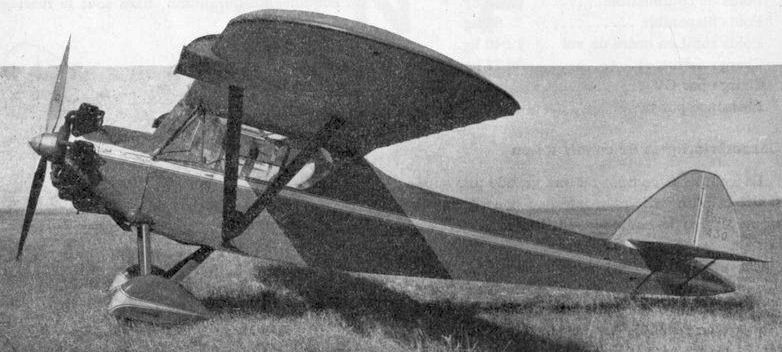
Un Potez 43, foto da L'Aérophile Salon, septembre 1932.

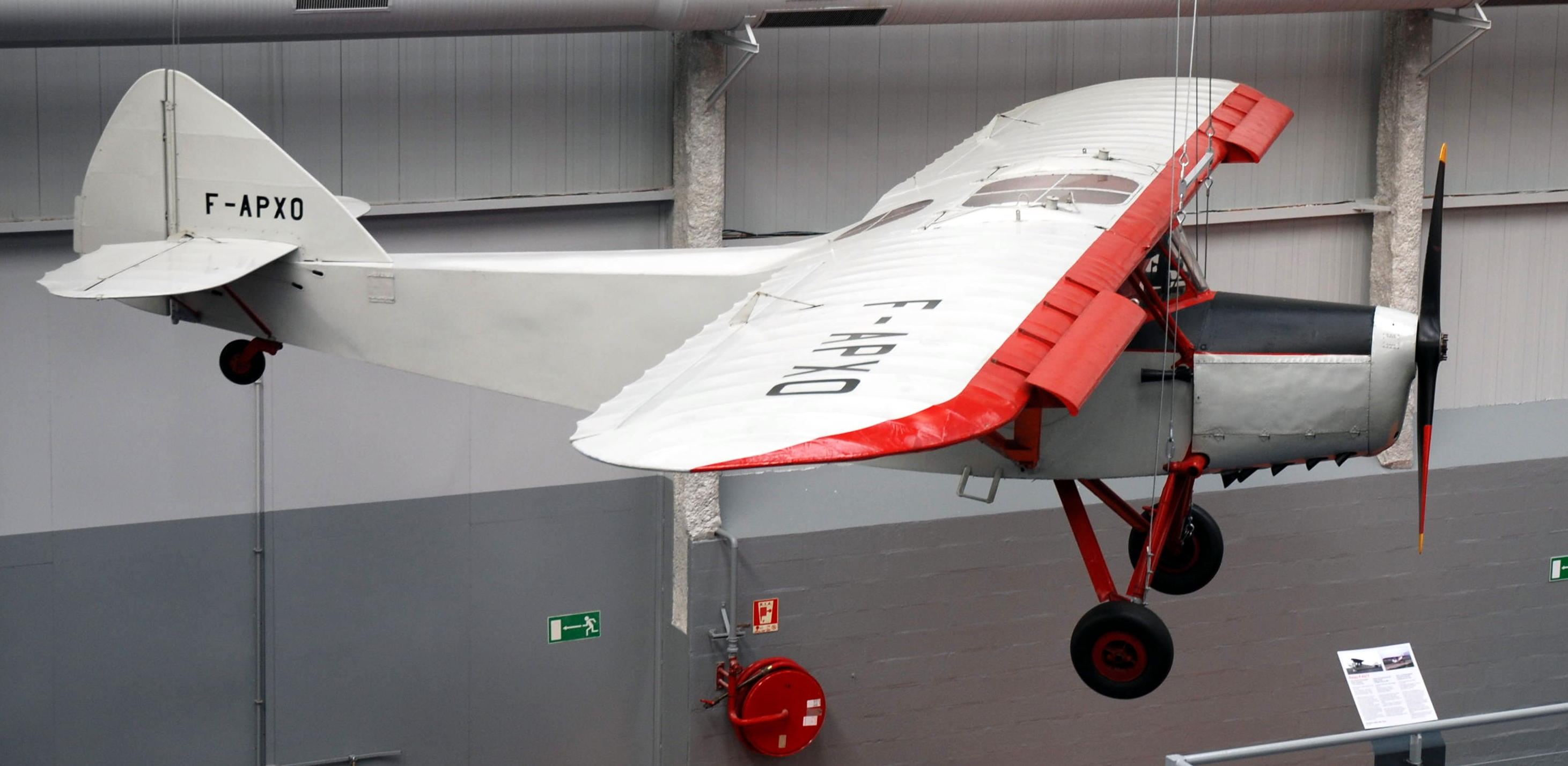
Il Potez 43 esposto presso il Musée de l'air et de l'espace, Parigi Le Bourget.

## Utilizzatori
Francia
- Armée de l'air